# NGC 5246
NGC 5246 est une galaxie spirale barrée située dans la constellation de la Vierge. Sa vitesse par rapport au fond diffus cosmologique est de 7 205 ± 21 km/s, ce qui correspond à une distance de Hubble de 106,3 ± 7,5 Mpc (∼347 millions d'al). NGC 5246 a été découverte par l'astronome allemand Albert Marth en 1864.
La classe de luminosité de NGC 5245 est II.
À ce jour, une mesure non basée sur le décalage vers le rouge (redshift) donne une distance d'environ 94,100 Mpc (∼307 millions d'al). Cette valeur est à l'extérieur des valeurs de la distance de Hubble. Notons que c'est avec la valeur moyenne des mesures indépendantes, lorsqu'elles existent, que la base de données NASA/IPAC calcule le diamètre d'une galaxie et qu'en conséquence le diamètre de NGC 5246 pourrait être d'environ 30,9 kpc (∼101 000 al) si on utilisait la distance de Hubble pour le calculer.

## Supernova
La supernova SN 2004bk a été découverte dans NGC 5246 le 22 avril 2004 par H. Pugh et W. Li dans le cadre du programme LOSS (Lick Observatory Supernova Search) de l'observatoire Lick. Cette supernova était de type Ia.